# Campionati del mondo di atletica leggera 2022 - Salto triplo maschile
Le gare del salto triplo maschile ai campionati del mondo di atletica leggera 2022 si sono svolte tra il 21 e il 23 luglio all'Hayward Field di Eugene, negli Stati Uniti d'America.

## Podio
| Pos.    | Atleta               | Nazionalità  | Misura  |
| ------- | -------------------- | ------------ | ------- |
| Oro     | Pedro Pichardo       | Portogallo   | 17,95 m |
| Argento | Hugues Fabrice Zango | Burkina Faso | 17,55 m |
| Bronzo  | Zhu Yaming           | Cina         | 17,31 m |

## Situazione pre-gara

### Record
Prima di questa competizione, il record del mondo (RM) e il record dei campionati (RC) erano i seguenti.
| Record                | Prestazione | Atleta                         | Data                           | Competizione  |
| --------------------- | ----------- | ------------------------------ | ------------------------------ | ------------- |
| Record mondiale       | 18,29 m     | Jonathan Edwards Gran Bretagna | 7 agosto 1995 Göteborg, Svezia | Mondiali 1995 |
| Record dei campionati | 18,29 m     | Jonathan Edwards Gran Bretagna | 7 agosto 1995 Göteborg, Svezia | Mondiali 1995 |

### Campioni in carica
I campioni in carica, a livello mondiale e olimpico, erano:
| Campionessa | Atleta                       | Prestazione | Data                          | Competizione         |
| ----------- | ---------------------------- | ----------- | ----------------------------- | -------------------- |
| Olimpico    | Pedro Pichardo Portogallo    | 17,98 m     | 5 agosto 2021 Tokyo, Giappone | Giochi olimpici 2021 |
| Mondiale    | Christian Taylor Stati Uniti | 17,92 m     | 29 settembre 2019 Doha, Qatar | Mondiali 2019        |

### La stagione
Prima di questa gara, gli atleti con le migliori tre prestazioni dell'anno erano:
| Pos. | Atleta                    | Prestazione | Data                           |
| ---- | ------------------------- | ----------- | ------------------------------ |
| 1    | Jordan Díaz Cuba          | 17,87 m     | 26 giugno 2022 Nerja, Spagna   |
| 2    | Andy Díaz Cuba            | 17,68 m     | 25 giugno 2022 Rieti, Italia   |
| 3    | Pedro Pichardo Portogallo | 17,49 m     | 18 giugno 2022 Parigi, Francia |

## Risultati

### Qualificazioni
La gara si è svolta il 21 luglio alle ore 18:20.
Si qualificano alla finale gli atleti che raggiungono i 17,05 m (Q) o i migliori dodici (q).
| Pos | Gruppo | Atleta                              | Nazionalità   | 1ª prova | 2ª prova | 3ª prova | Risultato | Note |
| --- | ------ | ----------------------------------- | ------------- | -------- | -------- | -------- | --------- | ---- |
| 1   | A      | Pedro Pichardo                      | Portogallo    | 17,16    |          |          | 17,16     | Q    |
| 2   | B      | Hugues Fabrice Zango                | Burkina Faso  | 16,72    | 17,15    |          | 17,15     | Q    |
| 3   | B      | Emmanuel Ihemeje                    | Italia        | 17,03    | -        | 17,13    | 17,13     | Q    |
| 4   | A      | Zhu Yaming                          | Cina          | 17,08    |          |          | 17,08     | Q    |
| 5   | B      | Lázaro Martínez                     | Cuba          | 16,97    | 17,06    |          | 17,06     | Q    |
| 6   | B      | Jean-Marc Pontvianne                | Francia       | x        | 16,95    | x        | 16,95     | q    |
| 7   | A      | Andrea Dallavalle                   | Italia        | 16,86    | 16,75    | -        | 16,86     | q    |
| 8   | A      | Donald Scott                        | Stati Uniti   | x        | 16,74    | 16,84    | 16,84     | q    |
| 9   | A      | Almir dos Santos                    | Brasile       | 16,32    | 16,52    | 16,71    | 16,71     | q    |
| 10  | B      | Will Claye                          | Stati Uniti   | 15,98    | 16,25    | 16,70    | 16,70     | q    |
| 11  | B      | Tiago Pereira                       | Portogallo    | x        | 16,69    | 16,56    | 16,69     | q    |
| 12  | A      | Eldhose Paul                        | India         | 16,12    | 16,68    | 16,34    | 16,68     | q    |
| 13  | A      | Max Heß                             | Germania      | 16,64    | 15,69    | 16,56    | 16,64     |      |
| 14  | B      | Enzo Hodebar                        | Francia       | 16,64    | x        | x        | 16,64     |      |
| 15  | B      | Tobia Bocchi                        | Italia        | 16,58    | x        | 16,20    | 16,58     |      |
| 16  | B      | Chris Benard                        | Stati Uniti   | x        | x        | 16,53    | 16,53     |      |
| 17  | A      | Praveen Chithravel                  | India         | x        | 16,30    | 16,49    | 16,49     |      |
| 18  | A      | Christian Taylor                    | Stati Uniti   | 16,17    | 16,48    | 16,44    | 16,48     |      |
| 19  | B      | Abdulla Aboobacker Narangolintevida | India         | 15,92    | 16,45    | 16,44    | 16,45     |      |
| 20  | A      | Jordan Scott                        | Giamaica      | x        | x        | 16,42    | 16,42     |      |
| 21  | A      | Andy Eugenio Hechavarría            | Cuba          | x        | 16,02    | 16,39    | 16,39     |      |
| 22  | A      | Jah-Nhai Perinchief                 | Bermuda       | 16,38    | x        | 16,26    | 16,38     |      |
| 23  | A      | Pablo Torrijos                      | Spagna        | x        | 16,32    | x        | 16,32     |      |
| 24  | B      | Mateus de Sá                        | Brasile       | 16,04    | 16,03    | x        | 16,04     |      |
| 25  | A      | Benjamin Compaoré                   | Francia       | x        | 16,03    | x        | 16,03     |      |
| 26  | A      | Ben Williams                        | Gran Bretagna | x        | x        | 15,98    | 15,98     |      |
| 27  | B      | Chengetayi Mapaya                   | Zimbabwe      | x        | 15,75    | x        | 15,75     |      |
|     | B      | Alexsandro Melo                     | Brasile       | x        | x        | x        | nm        |      |
|     | B      | Fang Yaoqing                        | Cina          |          |          |          | dns       |      |

## Finale
La gara si è svolta il 23 luglio a partire dalle ore 18:00.
| Pos     | Atleta               | Nazionalità  | 1ª prova | 2ª prova | 3ª prova | 4ª prova | 5ª prova | 6ª prova | Risultato | Note                                     |
| ------- | -------------------- | ------------ | -------- | -------- | -------- | -------- | -------- | -------- | --------- | ---------------------------------------- |
| Oro     | Pedro Pichardo       | Portogallo   | 17,95    | 17,92    | 17,57    | -        | x        | 17,51    | 17,95     | Miglior prestazione mondiale stagionale  |
| Argento | Hugues Fabrice Zango | Burkina Faso | 17,55    | 16,95 w  | 17,38    | 17,14    | x        | 17,49    | 17,55     | Miglior prestazione personale stagionale |
| Bronzo  | Zhu Yaming           | Cina         | 17,00    | 17,31    | x        | 16,98    | x        | 16,85    | 17,31     | Miglior prestazione personale stagionale |
| 4       | Andrea Dallavalle    | Italia       | 17,25    | 17,16    | -        | 17,12    | x        | x        | 17,25     |                                          |
| 5       | Emmanuel Ihemeje     | Italia       | x        | 17,03    | 16,69    | 16,81    | 16,71    | 17,17 w  | 17,17     | w                                        |
| 6       | Donald Scott         | Stati Uniti  | 17,14    | x        | 16,79    | 16,98    | 17,04 w  | 16,94    | 17,14     |                                          |
| 7       | Almir dos Santos     | Brasile      | x        | 16,69    | 16,87    | x        | 16,38    | 13,26 w  | 16,87     |                                          |
| 8       | Jean-Marc Pontvianne | Francia      | x        | x        | 16,86    | x        | x        | x        | 16,86     |                                          |
| 9       | Eldhose Paul         | India        | 16,37    | 16,79    | 13,86    |          |          |          | 16,79     |                                          |
| 10      | Tiago Pereira        | Portogallo   | x        | 16,69    | 16,59    |          |          |          | 16,69     |                                          |
| 11      | Will Claye           | Stati Uniti  | x        | x        | 16,54    |          |          |          | 16,54     |                                          |
|         | Lázaro Martínez      | Cuba         | x        | x        | x        |          |          |          | nm        |                                          |